# والت ماسترز
والت ماسترز (بالإنجليزية: Walt Masters)‏ هو لاعب كرة قدم أمريكية أمريكي، ولد في 28 مارس 1907 في بين أرجيل في الولايات المتحدة، وتوفي في 10 يوليو 1992 في أوتاوا في كندا.

## وصلات خارجية
- والت ماسترز على موقع دوري كرة القاعدة الرئيسي (الإنجليزية)
- والت ماسترز على موقعبيزبول رفرنس.كوم (الدوري الرئيسي) (الإنجليزية)
- والت ماسترز على موقعبيزبول رفرنس.كوم (الدوري الثانوي) (الإنجليزية)